# Arthur O'Connell
Arthur O'Connell (n. 29 martie 1908, New York City, New York, SUA – d. 18 mai 1981, Woodland Hills⁠(d), California, SUA) a fost un actor american de film și teatru. A fost nominalizat la Premiul Oscar pentru cel mai bun actor în rol secundar pentru filmele  Picnic (1955) și Anatomy of a Murder (1959). Ultimul său rol a fost în filmul   The Hiding Place (1975), în care a interpretat un ceasornicar care ascundea evrei în timpul celui de-Al Doilea Război Mondial.  

## Filmografie
| An        | Film                                    | Rol                               | Note       |
| --------- | --------------------------------------- | --------------------------------- | ---------- |
| 1938      | Freshman Year                           |                                   |            |
| 1939      | Murder in Soho                          | Lefty                             |            |
| 1942      | Man From Headquarters                   | Goldie Shores                     |            |
| 1948      | Open Secret                             | Carter                            |            |
| 1950      | Love That Brute                         | Newspaperman at Funeral           | Uncredited |
| 1951      | The Whistle at Eaton Falls              | Jim Brewster                      |            |
| 1955      | Picnic                                  | Howard Bevans                     |            |
| 1956      | The Man in the Gray Flannel Suit        | Gordon Walker                     |            |
| 1956      | The Proud Ones                          | Jim Dexter                        |            |
| 1956      | The Solid Gold Cadillac                 | Mark Jenkins                      |            |
| 1956      | Bus Stop                                | Virgil Blessing                   |            |
| 1956      | The Monte Carlo Story                   | M. Homer Hinkley                  |            |
| 1957      | Operation Mad Ball                      | Col. Rousch                       |            |
| 1957      | The Violators                           | Solomon Baumgarden                |            |
| 1957      | April Love                              | Uncle Jed Bruce                   |            |
| 1958      | Voice in the Mirror                     | William R. 'Bill' Tobin           |            |
| 1958      | Man of the West                         | Sam Beasley                       |            |
| 1959      | Gidget                                  | Russell Lawrence                  |            |
| 1959      | Anatomy of a Murder                     | Parnell Emmett McCarthy           |            |
| 1959      | Hound-Dog Man                           | Aaron McKinney                    |            |
| 1959      | Operation Petticoat                     | Chief Machinist's Mate Sam Tostin |            |
| 1960      | Cimarron                                | Tom Wyatt                         |            |
| 1961      | The Great Impostor                      | Warden J.B. Chandler              |            |
| 1961      | Misty                                   | Clarence Beebe                    |            |
| 1961      | A Thunder of Drums                      | Sgt. Karl Rodermill               |            |
| 1961      | Pocketful of Miracles                   | Count Alfonso Romero              |            |
| 1962      | Follow That Dream                       | Pop Kwimper                       |            |
| 1964      | Kissin' Cousins                         | Pappy Tatum                       |            |
| 1964      | 7 Faces of Dr. Lao                      | Clint Stark                       |            |
| 1964      | Your Cheatin' Heart                     | Fred Rose                         |            |
| 1965      | Nightmare in the Sun                    | Sam Wilson                        |            |
| 1965      | The Monkey's Uncle                      | Darius Green III                  |            |
| 1965      | The Great Race                          | Henry Goodbody                    |            |
| 1965      | The Third Day                           | Dr. Wheeler                       |            |
| 1966      | Ride Beyond Vengeance                   | The Narrator                      |            |
| 1966      | The Silencers                           | Joe Wigman                        |            |
| 1966      | Birds Do It                             | Prof. Wald                        |            |
| 1966      | Fantastic Voyage                        | Colonel Donald Reid               |            |
| 1967      | A Covenant with Death                   | Judge Hockstadter                 |            |
| 1967      | The Reluctant Astronaut                 | Arbuckle Fleming                  |            |
| 1967-1968 | The Second Hundred Years                | Edwin Carpenter                   | TV Series  |
| 1968      | The Power                               | Professor Henry Hallson           |            |
| 1968      | If He Hollers, Let Him Go!              | Prosecutor                        |            |
| 1970      | Suppose They Gave a War and Nobody Came | Mr. Kruft                         |            |
| 1970      | There Was a Crooked Man...              | Mr. Lomax                         |            |
| 1970      | Do Not Throw Cushions Into the Ring     | Business Agent                    |            |
| 1971      | The Last Valley                         | Hoffman                           |            |
| 1972      | Ben                                     | Billy Hatfield                    |            |
| 1972      | They Only Kill Their Masters            | Ernie                             |            |
| 1972      | The Poseidon Adventure                  | Chaplain John                     |            |
| 1973      | Wicked, Wicked                          | Mr. Fenley                        |            |
| 1974      | Huckleberry Finn                        | Col. Grangerford                  |            |
| 1975      | The Hiding Place                        | Caspar ten Boom                   |            |